# Gbéko
Gbéko ist ein Arrondissement im Departement Ouémé im westafrikanischen Staat Benin. Es ist eine Verwaltungseinheit, die der Gerichtsbarkeit der Kommune Dangbo untersteht.

## Demografie und Verwaltung
Gemäß der Volkszählung 2013 des beninischen Statistikamtes INSAE hatte das Arrondissement 14.861 Einwohner, davon waren 7326 männlich und 7535 weiblich.
Von den 50 Dörfern und Quartieren der Kommune Dangbo (Ouémé)| entfallen acht auf Gbéko:
1. Agbanta
2. Allanwadan
3. Danko
4. Gbéko Centre
5. Gbéko Dékangbo
6. Gbéko Sioli
7. Gbèssoumè
8. Sèho Djigbé